# Song Hits from Holiday Inn
Song Hits from Holiday Inn (pełny tytuł: Decca Presents: Song Hits from the Paramount Picture Holiday Inn) – album studyjny autorstwa Binga Crosby’ego i Freda Astaire wydany w lipcu 1942 roku, obejmujący utwory, które pojawiły się w filmie Gospoda świąteczna. Są to dłuższe, studyjne wersje utworów prezentowanych w filmie. Ten album jest godny uwagi nie tylko dlatego, że jest jednym z największych dzieł cenionego autora piosenek Irvinga Berlina, ale jest to też dopiero trzeci album studyjny Crosby’ego.

## Lista utworów
Wszystkie utwory zostały napisane przez Irvinga Berlina.
Te nowo wydane utwory znalazły się na 6-płytowym zestawie albumów o prędkości 78 obr./min, Decca Album No. A-306.
płyta 1
| 1. | „Happy Holiday” (Bing Crosby)             | 2:46  |
|    |                                           |       |
| 2. | „Be Careful, It’s My Heart” (Bing Crosby) | 2:42  |
|    |                                           |       |
|    |                                           | 05:28 |
|    |                                           |       |
płyta 2
| 1. | „Abraham” (Bing Crosby)       | 2:45  |
|    |                               |       |
| 2. | „Easter Parade” (Bing Crosby) | 2:42  |
|    |                               |       |
|    |                               | 05:27 |
|    |                               |       |
płyta 3
| 1. | „I’ve Got Plenty to Be Thankful For” (Bing Crosby) | 2:57  |
|    |                                                    |       |
| 2. | „Song of Freedom” (Bing Crosby)                    | 2:22  |
|    |                                                    |       |
|    |                                                    | 05:19 |
|    |                                                    |       |
płyta 4
| 1. | „I’ll Capture Your Heart” (Bing Crosby i Fred Astaire) | 2:23  |
|    |                                                        |       |
| 2. | „Lazy” (Bing Crosby)                                   | 2:28  |
|    |                                                        |       |
|    |                                                        | 04:51 |
|    |                                                        |       |
płyta 5
| 1. | „You’re Easy to Dance With” (Fred Astaire) | 2:51  |
|    |                                            |       |
| 2. | „I Can’t Tell a Lie” (Fred Astaire)        | 2:40  |
|    |                                            |       |
|    |                                            | 05:31 |
|    |                                            |       |
płyta 6
| 1. | „White Christmas” (Bing Crosby)                | 2:59  |
|    |                                                |       |
| 2. | „Let’s Start the New Year Right” (Bing Crosby) | 2:33  |
|    |                                                |       |
|    |                                                | 05:32 |
|    |                                                |       |